# Robert Talbot
Jean Robert Talbot (* 2. Dezember 1893 in Montmagny/Québec; † 24. August 1954 in Québec) war ein kanadischer Violinist, Musikpädagoge und Komponist.

## Leben und Wirken
Robert Talbot studierte Jura an der Universität Laval, bevor er Musik bei Joseph-Alexandre Gilbert, Berthe Roy und Joseph Vézina studierte. Nachdem er eine Ausbildung als Musiklehrer an der Académie de musique du Québec abgeschlossen hatte, ging er 1919 nach New York, wo er am Institute of Musical Art, der heutigen Juilliard School Schüler von Franz Kneisel, Albert Stoessel und Louis Svecenski war.
1922 kehrte er nach Kanada zurück, wo er eine Reihe von Konzerten gab und Sekretär, ab 1932 Direktor der Musikschule der Universität Laval wurde. Bis 1954 unterrichtete er hier auch Violine und Harmonielehre. Zu seinen Schülern zählten Maurice Blackburn, François Brassard, Gilbert Darisse, Marthe Lapointe und Henri Mercure.
Talbot gründete 1921 das Schubert String Quartet und um 1924 das Talbot String Quartet. Von 1924 bis 1941 war er Dirigent der Société symphonique (später Quebec Symphony Orchestra). Er war Mitglied mehrerer internationaler musikwissenschaftlicher Gesellschaften (Société française de musicologie, International Musicological Society, Musical Association of London) und verfasste eine Reihe musikwissenschaftlicher Schriften und Artikel.
Er komponierte das Oratorium Évangéline, die Oper Celle qui voit, eine Sinfonie, ein Poème für Violine und Orchester, ein Streichquartett, Orgel- und Klavierstücke sowie Lieder.